# Bobsleeën op de Olympische Winterspelen 2018 – tweemansbob mannen
De tweemansbob voor mannen tijdens de Olympische Winterspelen 2018 vond plaats op 18 en 19 februari in het Alpensia Sliding Centre in Pyeongchang, Zuid-Korea.

## Tijdschema
| Datum       | Lokale tijd | MET   | Afdaling     |
| ----------- | ----------- | ----- | ------------ |
| 18 februari | 20:05       | 12:05 | 1e en 2e run |
| 19 februari | 20:15       | 12:15 | 3e en 4e run |

## Uitslag
| #     | Olympiërs                                     | Land             | Totaal  | Run 1      | Run 2      | Run 3      | Run 4      |
| ----- | --------------------------------------------- | ---------------- | ------- | ---------- | ---------- | ---------- | ---------- |
| Goud  | Justin Kripps Alexander Kopacz                | Canada           | 3.16,86 | 49,10 (2)  | 49,39 (3)  | 49,09 (3)  | 49,28 (3)  |
| Goud  | Francesco Friedrich Thorsten Margis           | Duitsland        | 3.16,86 | 49,22 (5)  | 49,46 (5)  | 48,96 (1)  | 49,22 (2)  |
| Brons | Oskars Melbārdis Jānis Strenga                | Letland          | 3.16,91 | 49,08 (1)  | 49,54 (10) | 49,08 (2)  | 49,21 (1)  |
| 4     | Nico Walther Christian Poser                  | Duitsland        | 3.17,06 | 49,12 (3)  | 49,27 (1)  | 49,32 (6)  | 49,35 (4)  |
| 5     | Johannes Lochner Christopher Weber            | Duitsland        | 3.17,14 | 49,24 (6)  | 49,34 (2)  | 49,09 (4)  | 49,47 (8)  |
| 6     | Won Yun-jong Seo Young-woo                    | Zuid-Korea       | 3.17,40 | 49,50 (11) | 49,39 (3)  | 49,15 (5)  | 49,36 (5)  |
| 7     | Nick Poloniato Jesse Lumsden                  | Canada           | 3.17,74 | 49,48 (10) | 49,48 (7)  | 49,33 (9)  | 49,45 (6)  |
| 8     | Benjamin Maier Markus Sammer                  | Oostenrijk       | 3.17,76 | 49,41 (9)  | 49,47 (6)  | 49,32 (6)  | 49,56 (10) |
| 9     | Oskars Ķibermanis Matīss Miknis               | Letland          | 3.17,80 | 49,21 (4)  | 49,57 (12) | 49,32 (6)  | 49,70 (14) |
| 10    | Christopher Spring Lascelles Brown            | Canada           | 3.18,24 | 49,38 (8)  | 49,58 (13) | 49,56 (13) | 49,72 (15) |
| 11    | Rico Peter Simon Friedli                      | Zwitserland      | 3.18,26 | 49,72 (16) | 49,53 (9)  | 49,52 (10) | 49,49 (9)  |
| 12    | Brad Hall Joel Fearon                         | Groot-Brittannië | 3.18,34 | 49,37 (7)  | 49,50 (8)  | 49,67 (17) | 49,80 (16) |
| 13    | Romain Heinrich Dorian Hauterville            | Frankrijk        | 3.18,48 | 49,74 (18) | 49,73 (18) | 49,55 (12) | 49,46 (7)  |
| 14    | Justin Olsen Evan Weinstock                   | Verenigde Staten | 3.18,54 | 49,66 (12) | 49,55 (11) | 49,53 (11) | 49,80 (16) |
| 15    | Markus Treichl Kilian Walch                   | Oostenrijk       | 3.18,56 | 49,67 (13) | 49,67 (15) | 49,56 (13) | 49,66 (13) |
| 16    | Clemens Bracher Michael Kuonen                | Zwitserland      | 3.18,83 | 49,73 (17) | 49,90 (19) | 49,64 (16) | 49,56 (11) |
| 17    | Dominik Dvořák Jakub Nosek                    | Tsjechië         | 3.18,86 | 49,70 (15) | 49,63 (14) | 49,67 (17) | 49,86 (19) |
| 18    | Mihai Cristian Tentea Nicolae Ciprian Daroczi | Roemenië         | 3.18,98 | 49,69 (14) | 49,72 (17) | 49,93 (25) | 49,64 (12) |
| 19    | Rudy Rinaldi Boris Vain                       | Monaco           | 3.19,02 | 49,85 (20) | 49,69 (16) | 49,68 (19) | 49,80 (16) |
| 20    | Alexej Stoelnev Vasili Kondratenko            | OAR              | 3.19,37 | 49,77 (19) | 49,99 (20) | 49,74 (20) | 49,87 (20) |
| 21    | Nick Cunningham Hakeem Abdul-Saboor           | Verenigde Staten | 2.29,69 | 49,96 (24) | 50,11 (24) | 49,62 (15) |            |
| 22    | Lucas Mata David Mari                         | Australië        | 2.29,79 | 49,88 (22) | 50,04 (21) | 49,87 (22) |            |
| 23    | Jan Vrba Jakub Havlín                         | Tsjechië         | 2.29,86 | 49,93 (23) | 50,07 (22) | 49,86 (21) |            |
| 24    | Mateusz Luty Krzysztof Tylkowski              | Polen            | 2.29,89 | 49,87 (21) | 50,10 (23) | 49,92 (24) |            |
| 25    | Codie Bascue Sam McGuffie                     | Verenigde Staten | 2.30,09 | 50,03 (25) | 50,16 (25) | 49,90 (23) |            |
| 26    | Li Chunjian Wang Sidong                       | China            | 2.30,49 | 50,13 (26) | 50,21 (27) | 50,15 (27) |            |
| 27    | Edson Bindilatti Edson Ricardo Martins        | Brazilië         | 2.30,71 | 50,14 (27) | 50,22 (28) | 50,35 (29) |            |
| 28    | Maksim Andrianov Joeri Selichov               | OAR              | 2.30,83 | 50,27 (28) | 50,58 (29) | 49,98 (26) |            |
| 29    | Jin Jian Shi Hao                              | China            | 2.30,97 | 50,47 (29) | 50,17 (26) | 50,33 (28) |            |
| 30    | Dražen Silić Benedikt Nikpalj                 | Kroatië          | 2.32,66 | 50,76 (30) | 50,91 (30) | 50,99 (30) |            |